# Karl Ferdinand von Waldstein

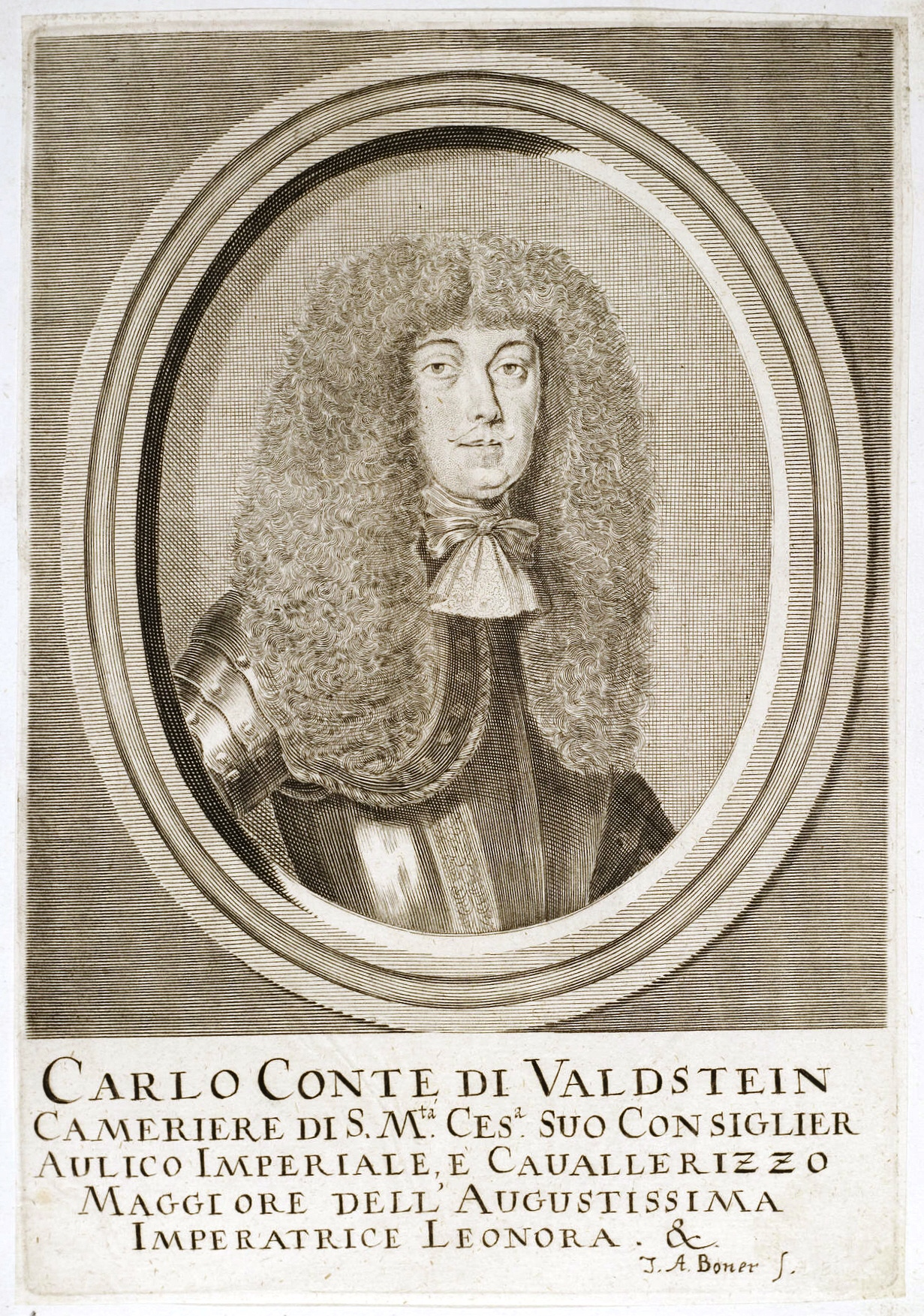
Karl von Waldstein (1634–1702)

Graf Karl Ferdinand von Waldstein (* 1634; † 9. April 1702) war kaiserlicher Gesandter, Oberstkämmerer und Ritter des Orden vom Goldenen Vließ.

## Leben

### Herkunft
Seine Eltern waren der Graf Maximilian von Waldstein (* vor 1600; † 18. Februar 1655) und dessen erste Ehefrau Gräfin Katharina von Harrach (* 10. November 1599; † 22. August 1640).

### Karriere
Nach seinem Studium und Kavalierstour wurde er im Jahre 1654 Kämmerer, dann Reichshofrat und anschließend Oberststallmeister der verwitweten Kaiserin Eleonora von Mantua. Nach dem Tod der Witwe im Jahr 1686 wurde er zum Obersthofmeister bei der regierenden Kaiserin Eleonora Magdalena Theresia ernannt und dann auch Geheimer Rat und Konferenzrat. 1677 wurde er vom Kaiser als Gesandter nach England geschickt (bis 1679), am 1. Februar 1683 folgte dann seine wichtigste Mission nach Polen.
In Polen nutzte er die Verstimmung der polnischen Königin Maria Casimira gegen Ludwig XIV. zum Abschluss des Schutz- und Trutzbündnisses mit dem König Johann III. Sobieski gegen die Türken. Der König stellte 40.000 Mann gegen die Türken, ein Vertrag der bei der Wiener Türkenbelagerung 1683 schon wichtig wurde.
Waldstein kehrte nach Wien zurück und wurde nach dem Tod des Oberstkämmerer Fürst Gundaker von Dietrichstein (1623–1690) zu dessen Nachfolger ernannt. Er blieb in dieser Stellung bis zu seinem Tod 1702. Er erhielt 1676 den Orden vom Goldenen Vließ (Nr. 493), dazu wurde ihm zu Ehren auch noch eine Medaille gegossen.

### Familie
Waldstein heiratete am 1. Februar 1660 die  Gräfin Maria Elisabeth von Harrach (* 2. September 1637; † 9. April 1710). Das Paar hatte wenigstens einen Sohn:
- Karl Ernst (* 13. Mai 1661; † 7. Januar 1713), Diplomat ⚭ 1686 Gräfin Marie Theresia von Losenstein (* 21. Dezember 1666; † 20. Juni 1719)